# Alethe diademata
El alete diademado (Alethe diademata) es una especie de ave paseriforme de la familia Muscicapidae endémica de África occidental.

## Taxonomía
Anteriormente su género se clasificaba en la familia Turdidae pero fue trasladado a la familia Muscicapidae. En el pasado se consideraba al alete castaño (Alethe castanea) una subespecie del alete diademado, pero actualmente se consideran dos especies separadas.

## Distribución y hábitat
Se encuentra únicamente en los bosques húmedos tropicales de África occidental de Senegal a Togo.